# 歡樂八點見
《歡樂八點見》是中國電視公司（中視）已停播的星期六晚間大型綜藝節目，製作單位是百是傳播，製作人是黃義雄，第一代主持人是巴戈、崔麗心，第二代主持人是巴戈、田希仁，播出時間為1991年11月16日起每星期六20:00，1992年11月14日播出最後一集以後停播。

## 歷史
《歡樂八點見》被中視定位為《黃金拍檔》停播後重振星期六晚間八點檔之作，但收視率成績平平，總共只播了50集。從開播到停播，完全由中視大樂隊伴奏，馬雷蒙率領的R2舞群伴舞。
1991年11月20日，《歡樂八點見》錄影，請來長期為中華電視公司（華視）效力的「綜藝大姐大」張小燕擔任來賓並與兩位主持人巴戈、崔麗心訪談；這是張小燕首度出現在中視綜藝節目，而當時張小燕與華視並無合約。
1992年10月，張小燕與黃義雄秘密簽約完成合作手續，規定黃義雄在《歡樂八點見》停播後向中視提交新綜藝節目企劃案；這個新節目定位為張小燕主持的第一個中視大型綜藝節目，預定播出時段與《歡樂八點見》相同，名稱暫定為《娛樂星聞 小燕有約》。
1992年10月15日，中視會議將《娛樂星聞 小燕有約》列入11月份節目表，確定《歡樂八點見》停播、《娛樂星聞 小燕有約》定名並接檔。1992年12月26日20:00～21:30，《娛樂星聞 小燕有約》開播。

## 單元
〈歡樂民生影友會〉
每集邀請藝人會見自己的愛好者，並接受主持群訪問。助理主持人是楊麗音與許效舜。
這是《歡樂八點見》與《民生報》合辦的單元；由於深受觀眾歡迎，《歡樂八點見》停播後，《娛樂星聞 小燕有約》將其重新設計之後續播。
〈歌星研究院〉
每集邀請歌手接受主持群訪問並挑戰唱「拼裝歌」。拼裝歌是將不同歌曲的歌詞各取一部分，拼湊成一首歌；例如潘美辰將〈我曾用心愛著你〉、〈不要走、不要走〉、〈我不在乎〉、〈想要有個家〉、〈分手〉、〈祈禱〉、〈大阪城的姑娘〉、〈美麗的寶島〉、〈風說你要來〉、〈夢駝鈴〉、〈心雨〉、〈悔〉、〈明天會更好〉、〈想你〉、〈尋夢園〉、〈卻上心頭〉、〈故鄉〉、〈秋纏〉、〈女兒圈〉、〈浪跡天涯〉、〈瀟灑走一回〉、〈美酒加咖啡〉、〈跟著感覺走〉、〈可愛的玫瑰花〉、〈浮雲遊子〉與〈失去了你我什麼都沒有〉的歌詞各取一部分，拼湊成一首拼裝歌。
〈八點見新聞〉
內容不詳，待考。
〈頑皮一下〉
內容不詳，待考。
〈小朋友萬歲〉
外景單元，每集邀請藝人出外景，與兒童同樂。
短劇
搞笑短劇，無單元名稱。